# Tintern

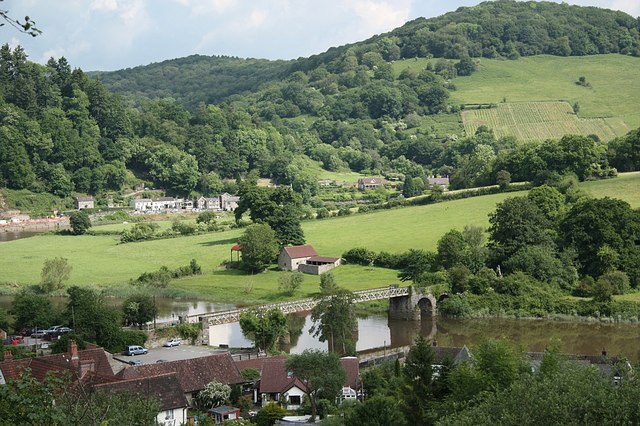
Tintern

Tintern (walisisch Tyndyrn) ist eine Ortschaft am River Wye in Monmouthshire, Wales, etwa 8 km nördlich von Chepstow. Zu den Sehenswürdigkeiten zählt Tintern Abbey. Tintern setzt sich aus den ehemalig historischen Dörfern Tintern Parva (jetziger nördlicher Dorfteil) und Chapel Hill (jetziger südlicher Dorfteil) zusammen. In antiker Zeit befand sich an diesem Ort eine römische Siedlung namens Tintern Parva. 